# 광양 진월 신아리 보루
광양 진월 신아리 보루(光陽 津月 新鵝里 堡壘)는 대한민국 전라남도 광양시에 있는 백제의 보루이다. 2006년 12월 27일 전라남도의 문화재자료 제263호로 지정되었다.

## 개요
전라남도 광양시 진월면 신아리 해발 170m 고지에 자리잡고 있고, 지도상에는 봉임산성(鳳任山城)으로 표기되어 있다. 산성의 총 길이는 100m이고, 면적은 1,422m2, 너비는 520cm로 동서축으로 긴 타원형을 하고 있다. 축조 시기는 삼국시대부터 있었다는 설과 임진왜란 시기에 쌓았다는 설이 있으나, 산성의 형식과 축조 기법으로 보아 백제시대에 축조되었을 가능성도 있다. 산 정상부의 일정한 공간을 둘러싸고 있는 테뫼식 산성이고 성벽의 안팎을 모두 돌로 축성한 내외협축식 산성이다. 다른 산성에 비해 정비가 잘 되어 있고 내벽의 경우 남쪽 일부분이 허물어졌지만 9단의 석축이 확인된다. 회청색 경질토기편이 1점 수습되었지만 명확한 시기는 알 수 없다.

## 참고 자료
- 광양진월신아리보루 - 국가유산청 국가유산포털